# آلیسون (آیووا)
آلیسون (به انگلیسی: Allison) شهری در ایالت آیووا کشور ایالات متحده آمریکا است که جمعیت آن در سرشماری سال ۲۰۱۰ میلادی، ۱٬۰۲۹ نفر بوده‌است.